# 청구취지
청구취지(請求趣旨)는 무엇에 대한 어떠한 재판을 구하는 것인가를 결론적으로 간명하게 기재하는 소장의 결론적 부분을 말한다. (밑의 청구원인의 결론에 해당한다.)원고 승소판결의 주문에 대응하는 내용을 가지며 주문에 대응하는 형식으로 적는 것이 보통이다. 청구의 취지 기재는 ① 원고의 청구내용 ② 범위 ③ 태양을 명료하게 특정하지 않으면 안 되나 '청구의 취지'만으로 특정되지 아니할 경우에는 '청구의 원인' 기재에서 적절한 이유를 골라서 특정하면 된다. 청구의 취지를 기재하는 예로서 '일금 100만원을 지급하라'는 판결을 구한다(이행의 소), '3번지의 100평의 택지는 원고의 소유임을 확인하라'는 판결을 구한다(확인의 소), '원고와 피고는 이혼한다'라는 판결을 구한다(형성의 소) 등을 열거할 수 있다. 어느 경우이든 청구의 취지는 소송상 청구를 특정하고, 이에 대응하여 피고에게 방어의 목표를 정하게 한다.
청구의 취지는 판결을 확정적으로 요구하여야 한다. 그래서 경우에 따라서 기한 또는 조건을 붙일 수 있는지 여부가 문제된다. 소가 일반적으로 현재의 권리를 주장하는 것이라는 점에 비추어 기한을 붙이는 것은 허용되지 않는데, 장래의 이행을 청구하는 소는 약간 특수한 경우이다. 조건은 그것을 붙이는 것이 심판대상의 특정을 방해하는 때에는 허용되지 않으나, 그러한 우려가 없는 경우에는 허용된다. 예비적 청구, 예비적 반소와 같은 예비적 신청이 그 예이다. 한편, 소장의 청구취지란에는 그 밖에 소송비용의 부담과 가집행선고의 신청을 적는 것이 관행적이다.

## 청구취지 기재례

### 친생자관계부존재 확인소송
1. 피고 갑은 을 사이에 친자관계가 존재하지 아니함을 확인한다.

2. 소송비용은 피고가 부담한다.

라는 판결을 구합니다.

### 사실혼관계확인의 소
1. 원고와 피고는 사실상의 혼인관계가 있음을 확인한다.

2. 소송비용은 피고의 부담으로 한다.

라는 재판을 구합니다.

### 이혼 등 청구의 소
1. 원고와 피고는 이혼한다.

2. 피고는 원고에게 위자료로 금 10,000 원을 지급하라.

3. 사건본인의 친권행사자 및 양육자는 원고로 하되, 피고는 매월 금 1,000 원을 사건 본인의 양육비로 원고에게 지급하라.

4. 위 제2, 3항은 가집행할 수 있다.

라는 재판을 구합니다.

1. 원고와 피고는 이혼한다.
2. 피고는 원고에게 위자료로 1,000만 원 및 이에 대하여 이 사건 소장부본 송달일의 다음날부터 이 판결선고일까지는 연 5%, 그 다음날부터 다 갚는 날까지는 연 20%의 각 비율에 의한 돈을 지급하라.

3. 피고는 원고에게 재산분할로 2,000만 원 및 이에 대하여 이 판결확정일의 다음날부터 다 갚는 날까지 연 5%의 비율에 의한 돈을 지급하라.

4. 사건본인에 대한 친권자 및 양육자로 원고를 지정한다.

5. 피고는 원고에게 사건본인에 대한 양육비로 2001. 3. 1.부터 2019. 12. 2.까지 매월 70만원을 지급하라.

라는 재판을 구합니다.

### 이혼의 무효 청구의 소
1. 원고와 피고 사이에 2007. 2. 13. 서울 광진구청장에게 신고하여 한 이혼을 취소한다.

2. 소송비용은 피고의 부담으로 한다.

라는 재판을 구합니다.

### 인지 청구의 소
1. 원고는 소외 망인의 친생자임을 인지한다.

2. 소송비용은 피고의 부담으로 한다.

라는 재판을 구합니다.

### 친생부인의 소
1. 피고는 원고의 친생자임을 부인한다.

2. 소송비용은 피고의 부담으로 한다.

라는 재판을 구합니다.

### 친생자관계존부 확인의 소
1. 원고와 피고 사이에는 친생자관계가 존재하지 아니함을 확인한다.

2. 소송비용은 피고의 부담으로 한다.

라는 재판을 구합니다.

## 한정승인
청구인은 피상속인 망 김갑순, 동 김갑동의 재산상속인으로서 동인에 대한 상속을 별지 목록 기재 재산목록에 한정한 조건으로 이를 한정승인한다.

라는 심판을 구합니다.

### 부양료 청구의 소송
상대방들은 청구인에게 부양료로 매월 1,000,000 원씩을 지급하라.

라는 재판을 구합니다.

### 소유권이전등기말소청구소송
1. 피고는 원고에게 별지목록기재 부동산에 관하여 서울중앙지방법원 등기국 2000.7.1. 접수 제132329호로 마친 소유권이전등기의 말소등기절차를 이행하라.

2. 소송비용은 피고가 부담한다.

라는 판결을 구합니다.

1. 피고는 원고에게 별지목록기재 부동산 중 2분의 1 지분에 관하여 매매를 2010.4.13. 매매를 원인으로 한 소유권이전등기절차를 이행하라.

2. 소송비용은 피고가 부담한다.

라는 판결을 구합니다.

1. 피고는 원고에게 수원시 팔달동 714 대 823m2에 관하여 2000.2.1. 매매를 원인으로 한 소유권이전등기절차를 이행하라.

1. 피고는 원고에게 별지 목록 기재 부동산에 관하여 이 사건 소장 부본 송달일자 명의신탁해지를 원인으로 한 소유권이전등기절차를 이행하라.

피고 갑은 소외 을(181911-111232, 주소: 지구 은하계 태양별 123)에게 별지목록기재 부동산에 관하여 2013. 9. 1. 매매를 원인으로 한 소유권이전등기절차를 이행하라.

### 해고무효 등 확인의 소
1. 피고의 원고에 대한 2011. 6. 12자 인사처분 및 2013. 8. 10.자 해고는 각 무효임을 확인한다.

2. 피고는 원고에게 200,000,000 원 및 이에 대하여 2014. 6. 10.부터 원고를 원직에 복직시킬 때까지 월 7,000,000 원의 비율에 의한 돈을 지급하라.

3. 소송비용은 피고의 부담으로 한다.

4. 위 제2항은 가집행할 수 있다.

라는 재판을 구합니다.

1. 피고가 2011. 1. 1. 원고에 대하여 한 해고는 무효임을 확인한다.

2. 소송비용은 피고의 부담으로 한다.

라는 재판을 구합니다.

### 중재판정취소 청구의 소
1. 원고와 피고 사이의 대한상사중재원 중재 제03131-0014호 사전에 관하여 위 중재원이 2011. 12. 7.에 한 별지목록 기재 중재판정을 취소한다.

2. 소송비용은 피고의 부담으로 한다.

라는 재판을 구합니다.

### 확인의 소
확인청구는 원고가 피고와의 사이에 다툼이 있는 권리 또는 법률관계에 관하여 법원에 대하여 그 존재 또는 부존재의 확정선언을 구하는 것이므로 청구취지를 선언적으로 형태인 '확인한다'라고 기재하고 명령적인 형태인 '확인하라'라고 기재하지 않는다
1. 원고의 피고에 대한 2012. 3. 5. 금전소비대차 계약에 기한 원금 1,000,000 원 및 이에 대한 이자채권이 존재함을 확인한다.

2. 소송비용은 피고가 부담한다.

라는 판결을 구합니다.

### 이행의 소
1. 피고는 원고에게 1,000,000 원 및 이에 대한 2012. 3. 5.부터 이 사건 소장부본 송달일까지는 연 5%의, 그 다음 날부터 다 갚는 날까지는 연 20%의 각 비율에 의한 금원을 지급하라. 

2. 소송비용은 피고가 부담한다.

3. 제1항은 가집행할 수 있다.

라는 판결을 구합니다.

### 장래이행의 청구
1. 피고는 2015. 1. 1.이 도래하면 원고에게 100원 및 이에 대한 2000.1.1.부터 다 갚는 날까지 연 15%의 비율에 의한 금원을 지급하라.

1. 피고는 원고에게 2015. 3. 1.부터 별지 목록 기재 건물의 인도 완료일까지 월 100원의 비율에 의한 금원을 지급하라.

1. 피고는 원고에게 별지 목록 기재 건물 중 별지 도면 표시 1, 2, 3, 4, 1의 각 점을 차례로 잇는 선내 (가)부분 75m2, 2, 1, 2, 2의 각 점을 차례로 잇는 선내 (나) 부분 90m2를 각 인도하고, 2014. 4. 1.부터 인도 완료일까지 월 100원의 비율에 의한 금원을 지급하라.

1. 피고는 별지 목록 기재 대지 중 별지 도 표시 1, 2, 3, 4, 1의 각 점을 차례로(또는 순차로) 연결한 선내 (가) 부분 500m2에 대한 원고의 통행을 방해하는 일체의 행위를 하여서는 아니 된다.

1. 피고는 원고에게 2011. 4. 1.부터 2021. 3. 31.까지 원고의 생존을 조건으로 매월 말일 10원씩 지급하라.

### 대여금
1. 피고는 원고에게 200,000,000 원 및 이에 대한 이사건 소장부본 송달일 다음날부터 다 갚는 날까지 연 20%의 비율에 의한 금원을 지급하라.

2. 소송비용은 피고가 부담한다.

3. 제1항은 가집행할 수 있다.

라는 판결을 구합니다.

1. 피고는 원고에게 40,700,000 원 및 이에 대한 2006.10.21부터 이 사건 소장 부본 송달일 까지는 연 5%의, 그 다음날부터 다 갚는 날까지는 연 20%의 각 비율에 의한 금원을 지급하라.

2. 소송비용은 피고가 부담한다.

3. 제1항은 가집행할 수 있다.

라는 판결을 구합니다.

### 무효확인 및 임금 지급
1. 피고가 원고에 대하여 한 2015. 7.24.자 직권면직 징계처분은 무효 임을 확인한다.

2. 피고는 원고에게 복직을 취소한 2008. 7. 6.부터 원고가 다시 복직 하는 날까지 지급하여야 할 임금 중에 2007년도 성과급 35,600,604 원을 본 송달일부터 판결 선고일 까지는 연 5푼의, 그 다음 날부 터 완제일 까지는 연 2할 5푼의 각 비율에 의한 임금을 지급하라.

3. 소송비용은 피고의 부담으로 한다.

4. 위 제2항은 가집행할 수 있다.

라는 판결을 구합니다.

### 취소소송
1. 피고는 소외 갑 사이에 별지목록기재 부동산에 관하여 2009.6.1. 체결된 증여계약을 2,100,000,000원 한도 내에서 취소한다.

2. 피고는 원고에게 2,100,000,000 원 및 이에 대한 판결확정일 다음날부터 다 갚는 날까지 연 5%의 비율에 의한 금원을 지급하라.

3. 소송비용은 피고가 부담한다.

라는 판결을 구합니다.

1. 피고와 소외 갑 사이에 별지목록기재 부동산에 관하여 2009.3.1. 체결된 매매계약을 취소한다.

2. 피고는 소외 갑 에게 별지목록기재 부동산에 관하여 진정명의회복을 원인으로 한 소유권이전등기절차를 이행하라.

3. 소송비용은 피고가 부담한다.

라는 판결을 구합니다.

1. 피고는 소외 갑 사이에 별지목록기재 부동산에 관하여 2009.3.1. 체결된 매매계약을 취소한다.

2. 피고는 원고에게 2,000,000,000 원 및 이에 대한 판결확정일 다음날부터 다 갚는 날까지 연 5%의 비율에 의한 금원을 지급하라.

3. 소송비용은 피고가 부담한다.

라는 판결을 구합니다.

1. 피고는 소외 A 사이에 별지목록기재 부동산에 관하여 2009.8.1. 체결된 협의분할약정을 20,000,000 원 한도 내에서 취소한다.

2. 피고는 원고에게 20,000,000 원 및 이에 대한 판결확정일 다음날부터 다 갚는 날까지 연 5%의 비율에 의한 금원을 지급하라.

3. 소송비용은 피고가 부담한다.

라는 판결을 구합니다.

### 인도소송
1. 피고는 원고에게 별지목록 기재 자동차를 인도하라.

2. 소송비용은 피고의 부담으로 한다.

3. 제1항은 가집행할 수 있다.

라는 판결을 구합니다.

### 토지의 인도 소송
1. 피고는 원고에게 수원 영통구 대민동 1234 대 1,000 평방미터를 인도하라.

2. 소송비용은 피고의 부담으로 한다.

3. 제1항은 가집행할 수 있다.

라는 판결을 구합니다.

### 건물의 명도를 청구
1. 피고는 원고에게 별지목록 기재 건물을 명도하라.

2. 소송비용은 피고의 부담으로 한다.

3. 제1항은 가집행할 수 있다.

라는 판결을 구합니다.

### 소유권의 확인
1. 피고는 별지목록 기재 건물이 원고의 소유임을 확인한다.

2. 소송비용은 피고의 부담으로 한다.

라는 판결을 구합니다.

### 채무가 존재하지 않는다는 확인
1. 원고의 피고에 대한 2009.1.10자 매매계약에 기한 금 40,000,000원의 채무는 존재하지 아니함을 확인한다.

2. 소송비용은 피고의 부담으로 한다.

라는 판결을 구합니다.

### 해고가 무효라는 확인을 구하는 경우
1. 피고의 원고에 대한 1999.1.10 해고는 무효임을 확인한다.

2. 소송비용은 피고의 부담으로 한다.

라는 판결을 구합니다.

### 이혼소송
1. 원고와 피고는 이혼한다.

2. 소송비용은 피고의 부담으로 한다.

라는 판결을 구합니다.

### 부동산등기

#### 소유권 이전등기를 청구
1. 피고는 원고에게 수원 영통구 대림동 1234 대 2,000평방미터에 관하여 2009.1.5 매매를 원인으로 한 소유권 이전등기 절차를 이행하라.

2. 소송비용은 피고의 부담으로 한다. 라는 판결을 구합니다.

- 가집행은 할 수 없다.

#### 말소등기
1. 피고는 원고에게 별지목록기재 부동산에 관하여 서울중앙지방법원 등기국 2006.12.17. 접수 제10412호로 마친 근저당권설정등기에 대하여 2007.8.20. 확정채권변제를 원인으로 한 말소등기절차를 이행하라.

2. 소송비용은 피고가 부담한다.

라는 판결을 구합니다.

1. 피고는 원고에게 별지목록기재 부동산에 관하여 서울중앙지방법원 등기국 2012.4.12. 접수 제15636호로 마친 저당권설정등기에 대하여 2012.10.12. 변제를 원인으로 한 말소등기절차를 이행하라.

2. 소송비용은 피고가 부담한다.

라는 판결을 구합니다.

1. 피고는 원고에게 별지 목록 기재 부동산에 관하여 청주지방법원 음성등기소 2015. 5. 25. 접수 제1234호로 마친 소유권이전등기의 말소등기절차를 이행하라.

피고는 피고에게 제1항 기재 토지에 관하여 광주지방법원 2020. 1. 1. 접수 제1000호로 마친 소유권이전등기의, 제1항 기재 건물에 관하여 같은 법원 같은 날 접수 제1001호로 마친 소유권이전등기의 각 말소등기절차를 이행하라.

#### 소유권이전등기
1. 피고는 원고에게 별지목록기재 부동산에 관하여 2010.4.1. 매매를 원인으로 한 소유권이전등기절차를 이행하라.

2. 소송비용은 피고가 부담한다.

라는 판결을 구합니다.

1. 피고는 원고에게 별지 목록 기재 부동산에 관하여 진정명의회복을 원인으로 한 소유권이전등기절차를 이행하라.

2. 소송비용은 피고가 부담한다.

라는 판결을 구합니다.

피고는 원고에게 목포시 임당동 714 대 823m2에 관하여 2000. 2. 1. 매매를 원인으로 한 소유권이전등기절차를 이행하라.

피고는 원고에게 별지 목록 기재 부동산에 관하여 이 사건 소장 부본 송달일자 명의신탁해지를 원인으로 한 소유권이전등기절차를 이행하라.

피고들은 원고에게 서울 강남구 상수동 193-14 대 650m2 중 각 4분의 1 지분에 관하여 각 2007. 1. 10. 매매를 원인으로 한 소유권이전등기절차를 이행하라.

원고에게, 별지 목록 기재 부동산 중, 피고 갑은 3/5 지분에 관하여, 피고 을은 2/5 지분에 관하여 각 2011. 9. 30. 매매를 원인으로 한 소유권이전등기절차를 이행하라.

피고는 원고에게 별지 목록 기재 건물에 관하여 소외 갑 사이의 수원지방법원 2011. 1. 2. 자 2011카합76 소유권이전등기청구권 가압류결정에 의한 집행이 해제되면 2010. 9. 15. 매매를 원인으로 한 소유권이전등기절차를 이행하라.

1. 피고는 원고에게 부동산매매잔대금 금 00000원을 지급 받음과 동시에 별지부동산목록에 대하여 피고 000은 원고에게 2020. 1. 1. 매매를 원인으로 한 부동산소유권이전등기절차를 이행하라.

2. 소송비용은 피고의 부담으로 한다.

라는 판결을 구합니다.

#### 근저당설정등기
1. 피고는 원고에게 별지목록기재 부동산에 관하여 2014.12.10. 근저당권설정계약을 원인으로 한 채권 최고액 550,000,000 원, 채무자 피고의 근저당권설정등기절차를 이행하라.

2. 소송비용은 피고가 부담한다.

라는 판결을 구합니다.

##### 근저당권이전등기
피고는 원고에게 별지 목록 기재 부동산에 관하여 수원지방법원 안양등기소 2012. 3. 5. 접수 제1221호로 등기한 근저당권에 대하여 2015. 3. 1. 확정채권양도를 원인으로 한 근저당권이전등기절차를 이행하라.

#### 토지인도
1. 피고는 원고에게 별지목록 제6항 기재 건물(T)을 철거하고 같은 목록 제3항 기재 토지(Z)를 인도하라.

2. 소송비용은 피고가 부담한다.

3. 제1항은 가집행할 수 있다.

라는 판결을 구합니다.

### 퇴거
1. 피고 갑은 피고 을에게 별지목록 제2항 기재 건물(Z)에서 퇴거하라.

2. 소송비용은 피고가 부담한다.

3. 제1항은 가집행할 수 있다.

라는 판결을 구합니다.

#### 복합적 청구취지
1. 원고에게 별지목록기재 부동산에 관하여,

가. 피고 을은 서울중앙지방법원 등기국 2018.1.30. 접수 제1234호로 마친 소유권이전등기의,

나. 피고 병은 같은 등기국 2018.1.30. 접수 제2234호로 마친 저당권설정등기의,

다, 피고 정은 같은 등기국 2018.3.15. 접수 제2345호로 마친 저당권설정등기의,

각 말소등기절차를 이행하라.

2. 소송비용은 피고들이 부담한다.

라는 판결을 구합니다.

1. 원고에게 별지목록기재 부동산에 관하여,

가. 피고 갑은 서울중앙지방법원 등기국 2010.5.11. 접수 제2234호로 마친 소유권보존등기의,

나. 피고 을은 같은 등기국 2010.5.11. 접수 제2234호로 마친 소유권이전등기의,

각 말소등기절차를 이행하라.

2. 피고 을은 원고에게 별지목록기재 토지를 인도하고, 2013.5.11.부터 같은 목록 기재 토지의 인도완료일까지 월 700,000 원의 비율에 의한 금원을 지급하라.

3. 피고 갑은 원고에게 2012.5.11.부터 2012.5.1.까지 월 700,000 원의 비율에 의한 금원을 지급하라.

4. 소송비용은 피고들이 부담한다.

5. 제2, 3항은 가집행할 수 있다.

라는 판결을 구합니다.

## 참고 문헌
- 전병서, 민사소송법, 로스쿨 민사소송법, 법문사 2009.
- 조상희, 『법학전문대학원 민사소송법 기본강의』. 한국학술정보(주), 2009. ISBN 978-89-534-2307-7

1. ↑  《글로벌 세계 대백과사전》〈청구의 취지〉
2. ↑  p 64, 김남훈, 민사기록형 암기장,2013.

## 같이 보기
- 청구원인
- 소장
- 요건사실론
- 법원사무관리규칙